# Chenopodium neomexicanum
Chenopodium neomexicanum är en amarantväxtart som beskrevs av Paul Carpenter Standley. Chenopodium neomexicanum ingår i släktet ogräsmållor, och familjen amarantväxter. Inga underarter finns listade i Catalogue of Life.